# Beatrix Herlemann
Beatrix Herlemann (* 1942 in Magdeburg) ist eine deutsche Historikerin und Autorin.

## Leben
Beatrix Herlemann promovierte 1975 an der Ruhr-Universität Bochum mit einer Arbeit zur Kommunalpolitik der KPD im Ruhrgebiet 1924–1933.
Die heute freiberuflich in Hannover tätige Autorin publizierte seitdem mit dem Schwerpunkt zur Geschichte der deutschen Sozialdemokratie.
Ein wichtiges Nachschlagewerk bildet ihr Biographisches Lexikon niedersächsischer Parlamentarier 1919–1945, das 2004 in den Veröffentlichungen der Historischen Kommission für Niedersachsen und Bremen erschien.

## Werke (Auswahl)
- Kommunalpolitik der KPD im Ruhrgebiet 1924–1933, Hammer Verlag, Wuppertal 1977, ISBN 3-87294-112-7 (zugleich: Universität Bochum, Abteilung für Geschichtswissenschaften, 1975 Dissertation).
- Die Emigration als Kampfposten. Die Anleitung des kommunistischen Widerstandes in Deutschland aus Frankreich, Belgien und den Niederlanden (= Mannheimer sozialwissenschaftliche Studien, Bd. 18), Hain Verlag, Königstein im Taunus 1982, ISBN 3-445-02252-6.
- Auf verlorenem Posten. Kommunistischer Widerstand im Zweiten Weltkrieg. Die Knöchel-Organisation (= Politik- und Gesellschaftsgeschichte, Historisches Forschungszentrum der Friedrich-Ebert-Stiftung, Bd. 15), Verlag Neue Gesellschaft, Bonn 1986, ISBN 3-87831-434-5.
- Der deutsche Widerstand während des Krieges, Gedenkstätte Deutscher Widerstand Berlin, (= Beiträge zum Widerstand 1933–1945), Landeszentrale für Politische Bildung Berlin, Gedenk- und Bildungsstätte Stauffenbergstrasse, Berlin 1989.
- „Der Bauer klebt am Hergebrachten“. Bäuerliche Verhaltensweisen unterm Nationalsozialismus auf dem Gebiet des heutigen Landes Niedersachsen (= Veröffentlichungen der Historischen Kommission für Niedersachsen und Bremen), Hahn, Hannover 1993, ISBN 3-7752-5877-9.
- Herbert Stapel: Rote Falken in Magdeburg. Erinnerungen an die Kinderfreunde-Bewegung in Magdeburg 1920–1933, bearb. und mit einem Vorwort von Beatrix Herlemann (= Leben und Geschichte, Archiv der Arbeiterjugendbewegung), Oer-Erkenschwick 1996, ISBN 3-926734-28-0.
- „Wir sind geblieben, was wir immer waren, Sozialdemokraten“. Das Widerstandsverhalten der SPD im Parteibezirk Magdeburg-Anhalt gegen den Nationalsozialismus 1930–1945 (= Studien zur Landesgeschichte), mdv Mitteldeutscher Verlag, Halle (Saale) 2001, ISBN 3-89812-108-9.
- mit Helga Schatz: Biographisches Lexikon niedersächsischer Parlamentarier 1919–1945 (= Veröffentlichungen der Historischen Kommission für Niedersachsen und Bremen. Bd. 222). Hahnsche Buchhandlung, Hannover 2004, ISBN 3-7752-6022-6.
- mit Johannes Tuchel (Text), Susanne Brömel, Ute Stiepani (Red.): Für eine starke Republik! – Reichsbanner Schwarz-Rot-Gold 1924–1933. Katalog zur Ausstellung. Ausstellung des Bundesverbandes Reichsbanner Schwarz-Rot-Gold, Bund Aktiver Demokraten e. V. in Zusammenarbeit mit der Gedenkstätte Deutscher Widerstand, Berlin 2004, ISBN 3-926082-17-8.